# Bulbophyllum fissipetalum
Bulbophyllum fissipetalum là một loài phong lan thuộc chi Bulbophyllum.